# سرتنگ (چلو)
سرتنگ، روستایی از توابع بخش مرکزی در یک کیلومتری شهر زاووت  شهرستان اندیکا در استان خوزستان ایران است. ساکنان این روستا بختیاری هستند از تیره کریموند ایل بزرگ موری

## جمعیت
این روستا در دهستان چلو قرار دارد و براساس سرشماری مرکز آمار ایران در سال ۱۴۰۱، جمعیت آن ۳۴۲ نفر (۸۰خانوار) بوده‌است.